# Dan Air
Dan Air este o companie aeriană românească cu sediul în București, fondată în 2017. A început operațiuni regulate de zboruri pentru pasageri sub propria marcă în iunie 2023, după ce a operat anterior zboruri charter și zboruri wet lease cu propriile aeronave pentru diverse companii.

## Istoric
Compania aeriană a fost înființată la începutul anului 2017 sub numele de Just Us Air și și-a început activitatea în 2018, iar la sfârșitul anului 2021 a fost redenumită cu numele actual.
Compania a început zboruri regulate de pasageri sub marca proprie în iunie 2023, de pe Aeroportul Internațional Henri Coandă din București și de pe Aeroportul Brașov-Ghimbav din Brașov, care s-a deschis în aceeași lună.  În prezent, zboară doar către destinații din Europa de Vest, dar din noiembrie 2023 va zbura și către Israel și Emiratele Arabe Unite.

## Destinații
Din 15 iunie 2023, Dan Air operează zboruri regulate către destinațiile de mai jos:
| Țară                  | Oraș      | Aeroport                                       | Notă             |
| --------------------- | --------- | ---------------------------------------------- | ---------------- |
| Belgia                | Bruxelles | Aeroportul Bruxelles                           |                  |
| Franța                | Paris     | Aeroportul Charles de Gaulle                   | din 3 noiembrie  |
| Germania              | München   | Aeroportul München                             |                  |
| Germania              | Nuremberg | Aeroportul Nürnberg                            |                  |
| Germania              | Stuttgart | Aeroportul Stuttgart                           |                  |
| Irlanda               | Dublin    | Aeroportul Dublin                              | din 13 decembrie |
| Israel                | Tel Aviv  | Aeroportul Ben Gurion                          | din 2 noiembrie  |
| Italia                | Roma      | Aeroportul Leonardo da Vinci                   |                  |
| Liban                 | Beirut    | Aeroportul Beirut–Rafic Hariri                 | suspendat        |
| Norvegia              | Oslo      | Aeroportul Oslo Gardermoen                     | din 31 octombrie |
| România               | Brașov    | Aeroportul Brașov-Ghimbav                      |                  |
| România               | Bucharest | Aeroportul Henri Coandă                        |                  |
| Spania                | Barcelona | Aeroportul Josep Tarradellas Barcelona–El Prat |                  |
| Spania                | Madrid    | Aeroportul Madrid-Barajas                      |                  |
| Spania                | Málaga    | Aeroportul Málaga–Costa del Sol                | din 1 noiembrie  |
| Spania                | Valencia  | Aeroportul Valencia                            |                  |
| Emiratele Arabe Unite | Dubai     | Aeroportul Al Maktoum                          | din 2 noiembrie  |
| Regatul Unit          | Londra    | Aeroportul Londra Gatwick                      | din 13 decembrie |

## Flotă
În martie 2023, flota Dan Air era formată din următoarele aeronave: 
| Avioane          | În funcțiune | Comenzi | Nr. de pasageri | Note                      |
| ---------------- | ------------ | ------- | --------------- | ------------------------- |
| Airbus A319-100  | 1            | —       | 144             | Stocat la LRCV            |
| Airbus A320-232  | 3            | —       | 180             |                           |
| Boeing 737-700NG | 1            | —       | 148             | Închiriat pe termen scurt |
| Total            | 5            | —       |                 |                           |

YR-DSE Airbus A320-232

În trecut, compania a mai operat un Airbus A320-200 și un Airbus A321-200.